# The Good, the Bad & the Argyle
The Good, the Bad & the Argyle è il primo album della band pop punk Bouncing Souls. Edito inizialmente dalla BYO Records, è stato ripubblicato nel 2001 dalla Chunksaah Records, etichetta di proprietà della stessa band.

## Tracce
1. I Like Your Mom – 0:47
2. The Guest – 2:16
3. These Are the Quotes from Our Favorite 80's Movies – 1:57
4. Joe Lies (When He Cries) – 3:50
5. Some Kind of Wonderful – 2:35
6. Lay 'Em Down and Smack 'Em, Yack 'Em – 1:38
7. Old School – 3:48
8. Candy – 2:36
9. Neurotic – 2:54
10. Inspection Station – 1:56
11. Deadbeats – 2:42
12. I Know What Boys Like – 3:15

## Formazione
- Greg Attonito – voce
- Pete Steinkopf – chitarra
- Bryan Keinlen – basso
- Shal Khichi – batteria